# Камбили
Кампулѝ (на гръцки: Καμπυλή; на турски: Hisarköy) е село в Кипър, окръг Кирения. Според статистическата служба на Северен Кипър през 2011 г. селото има 194 жители.
Де факто е под контрола на непризнатата Севернокипърска турска република.